# Ősi
Ősi község Veszprém vármegyében, a Várpalotai járásban.

## Fekvése
A falu északról Várpalotával, keletről Nádasdladánnyal, délnyugatról Berhidával határos. Határainak északi harmadát a hajdani Sárrét tőzeges része alkotja, dél felé enyhén dombos, foltokban szőlő, szántóföld és ligetes erdő borítja.
A falu északi részén a Séd patak, délen pedig a Buhin-patak folyik át. A  település déli részének nagy részét a Buhin-völgy teszi ki, mely enyhén dombos, illetve erdővel borított, helyenként mocsaras terület.
Legfontosabb útja a kelet-nyugati irányban húzódó 7202-es út, amely a központtól keletre, Székesfehérvár felé eső szakaszon a Ladányi út, onnan tovább a Berhida felé eső szakaszon a Rózsa út nevet viseli. Ebbe az útba torkollik bele, majdnem pontosan a 18. kilométerénél, 7,750 kilométer megtétele után a 72 106-os út, amely Várpalotáról indul dél felé és a falu tulajdonképpeni főutcájaként ér véget. Ez utóbbi útnak nagyjából 3,5 kilométernyi szakasza húzódik Ősi határában, a folytatása észak felé, egészen a 8-as főút Várpalotát elkerülő szakaszának keresztezéséig pétfürdői területen halad.

## Története
A falu területén már germán törzsek nyomaira is rábukkantak, tehát valószínűleg
akkorra tehető a falu keletkezése. A Séd folyó mentén keletkezett és idővel húzódott délkeletebbre. A római korban villagazdaság létesült és egy jelentős katonai útvonal ment át a falun. Ez az út a háborúk miatt mára teljesen eltűnt.
Első írásos bizonyítékaink a falu létezéséről 1009-ből származnak, mikor István király a falut a veszprémi püspökségnek adta. Ebből az időből tudjuk az első nevét a falunak: Villa Euse, mely nevet a püspökségi iratok szerint 1082-ben kapta. 1430-ban átnevezik a falut Eusy névre. Ekkoriban is a vármegye jobban lakott településeihez tartozott. Kis részben volt birtokosa a veszprémi káptalan is. A feljegyzések szerint a község 1488-ban 50 forintot adózott, 54 jobbágycsalád és 14 prediális nemes lakta. Ezt követően rövid időn belül négyszer is átnevezik a falut: 1564-ben Hessy, 1572-ben Essy, 1576-ban Ossy, 1581-ben pedig az Essehy neveket kapta.  Ekkoriban harc bontakozott ki a falu református és katolikus vallású lakói között, mert a település egyetlen templomában nem engedték meg a református istentiszteleteket. A 18. század közepén megépítették a református templomot, így a vitáknak vége szakadt és ekkor kapta a falu a végleges Ősi nevet is. A településre idővel egy grófnő költőzött, de politikai okok miatt megfosztották vagyonától és rangjától, ezért csak rövid ideig élt a településen.
A falu legközelebbi jelentősebb fordulópontját a második világháború hozta, mikor a terepviszonyok miatt jelentős katonai célponttá vált. A település ekkoriban naponta többször is gazdát váltott a két fél között és jelentősen megrongálódott. Az 1950-es években a falu újjáépült, és az emberek visszatelepedtek. Az 1960-as években épültek a falu új útjai, iskolái és óvodája. Az 1990-es években jelentős fejlesztések történtek a falu életében: az iskolát kibővítették és odaköltöztették az óvodát, valamint szennyvízcsatorna is épült a faluban.

## Közélete

### Polgármesterei
- 1990–1994: Jánosi József (független)[3]
- 1994–1998: Jánosi József (független)[4]
- 1998–2000: Dr. Bogárdi László (független)[5]
- 2000–2002: Dr. Bogárdi László (független)[6][7]
- 2002–2006: Dr. Bogárdi László (független)[8]
- 2006–2010: Kerekes Anna (független)[9]
- 2010–2014: Kotzó László (független)[10]
- 2014–2019: Kotzó László Lajos (független)[11]
- 2019–2024: Kotzó László (független)[12]
- 2024– : Nánási Boglárka (független)[1]

A településen 2000. október 15-én időközi polgármester-választást (és képviselő-testületi választást) tartottak, az előző képviselő-testület önfeloszlatása miatt. A választáson a korábbi településvezető is elindult, és meg is tarthatta pozícióját.

## Népesség
A település népességének változása:
| Lakosok száma | 2065 | 2043 | 1992 | 1979 | 1932 | 1965 | 1987 |
|               | 2013 | 2014 | 2015 | 2021 | 2022 | 2023 | 2024 |

A 2011-es népszámlálás során a lakosok 75,5%-a magyarnak, 0,7% németnek, 0,2% lengyelnek, 0,2% románnak mondta magát (24,4% nem nyilatkozott; a kettős identitások miatt a végösszeg nagyobb lehet 100%-nál). A vallási megoszlás a következő volt: római katolikus 42,5%, református 7,4%, evangélikus 0,9%, felekezeten kívüli 13,8% (33,9% nem nyilatkozott).
2022-ben a lakosság 89,2%-a vallotta magát magyarnak, 0,4% németnek, 0,4% cigánynak, 0,2% románnak, 0,2% ukránnak, 0,1-0,1% horvátnak, görögnek, bolgárnak és szlováknak, 1,8% egyéb, nem hazai nemzetiségűnek (10,5% nem nyilatkozott; a kettős identitások miatt a végösszeg nagyobb lehet 100%-nál). Vallásuk szerint 32,5% volt római katolikus, 6,3% református, 1,1% evangélikus, 0,2% görög katolikus, 0,1% ortodox, 0,8% egyéb keresztény, 1,1% egyéb katolikus, 15,8% felekezeten kívüli (42,2% nem válaszolt).

## Nevezetességei
- Középkori építésű, Gyümölcsoltó Boldogasszony tiszteletére szentelt katolikus templom.  Az Angyali üdvözletet ábrázoló főoltárkép Rudolf Steiner alkotása. A második világháború fegyveres harcai számos sebet ejtettek a templom falain, tetőzete szinte megsemmisült, de a település ezeréves jubileumának évében (2009) sikerült felújítani. A háborúban a főoltárkép is megsérült, öt lövést kapott, 2010-ben elkészült a restaurálása.[16] 2012-re a templom főhomlokzatát is felújították, illetve a keleti oldal felújítására összegyűlt a megfelelő összeg.[17]
- Kisebb szőlészetek
- Halastó, mely körül a falu kisebb eseményei zajlanak, például a képzőművészeti táborok, falunapok.
- 18. századi református templom

## Híres szülöttek
- Brand Sándor (1887–1965) jogász, Zala vármegye alispánja, földbirtokos
- Kajári Gyula (1926–1995) Munkácsy-díjas grafikus
- Erdélyi Zoltán (1931–2006) Ybl Miklós-díjas építész
- Kévés György (1935–2024) a Nemzet Művésze címmel kitüntetett Ybl-díjas és Kossuth-díjas magyar építész
- Lakinger Lajos (1943–2022) válogatott labdarúgó
- Kubik Anna (1957)  Kossuth- és Jászai Mari-díjas magyar színművésznő, érdemes művész
- Fekete László (1958) a Magyarország legerősebb embere cím tulajdonosa

## Képgaléria

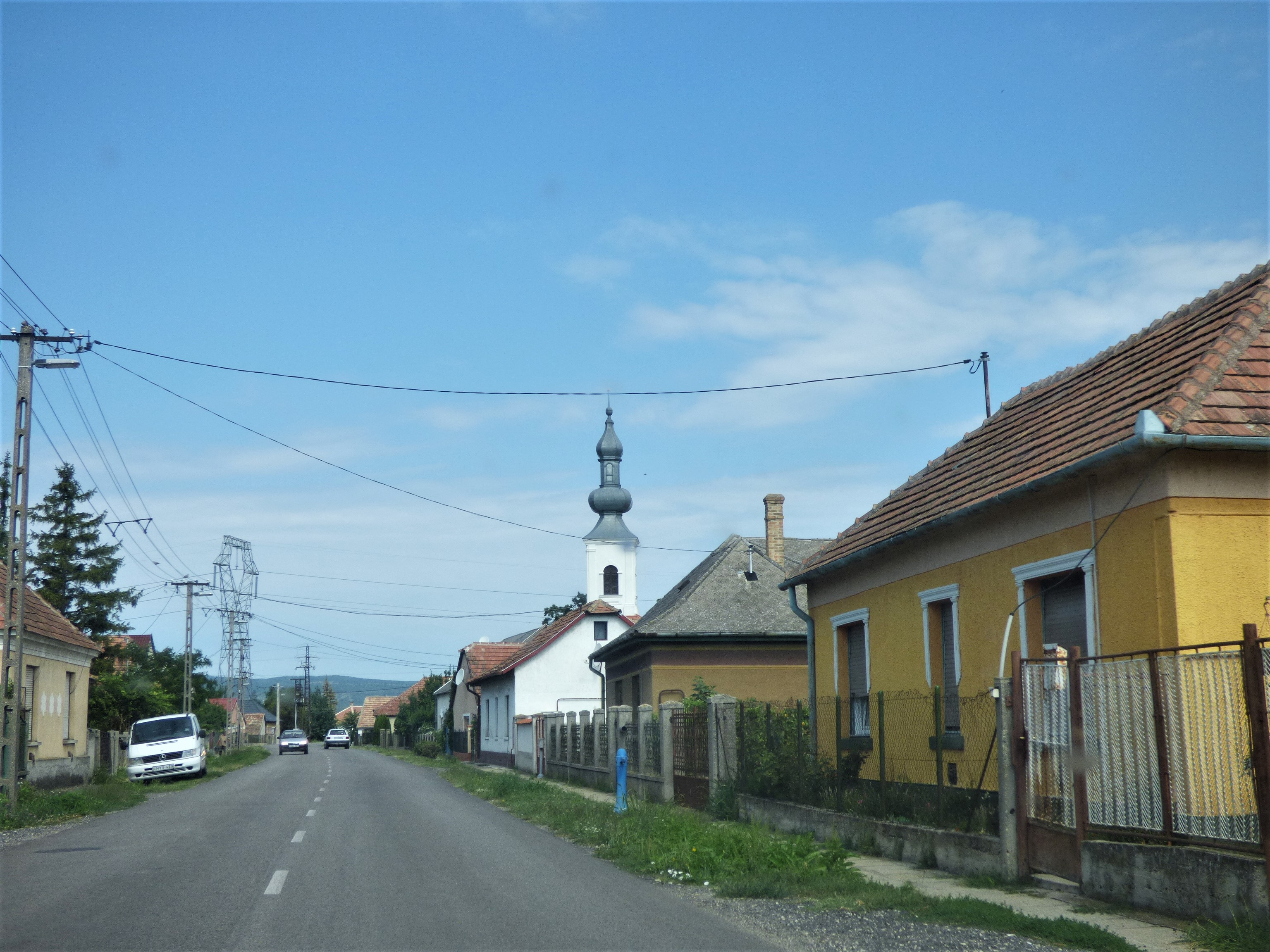
A 72 108-as út Ősi központjában
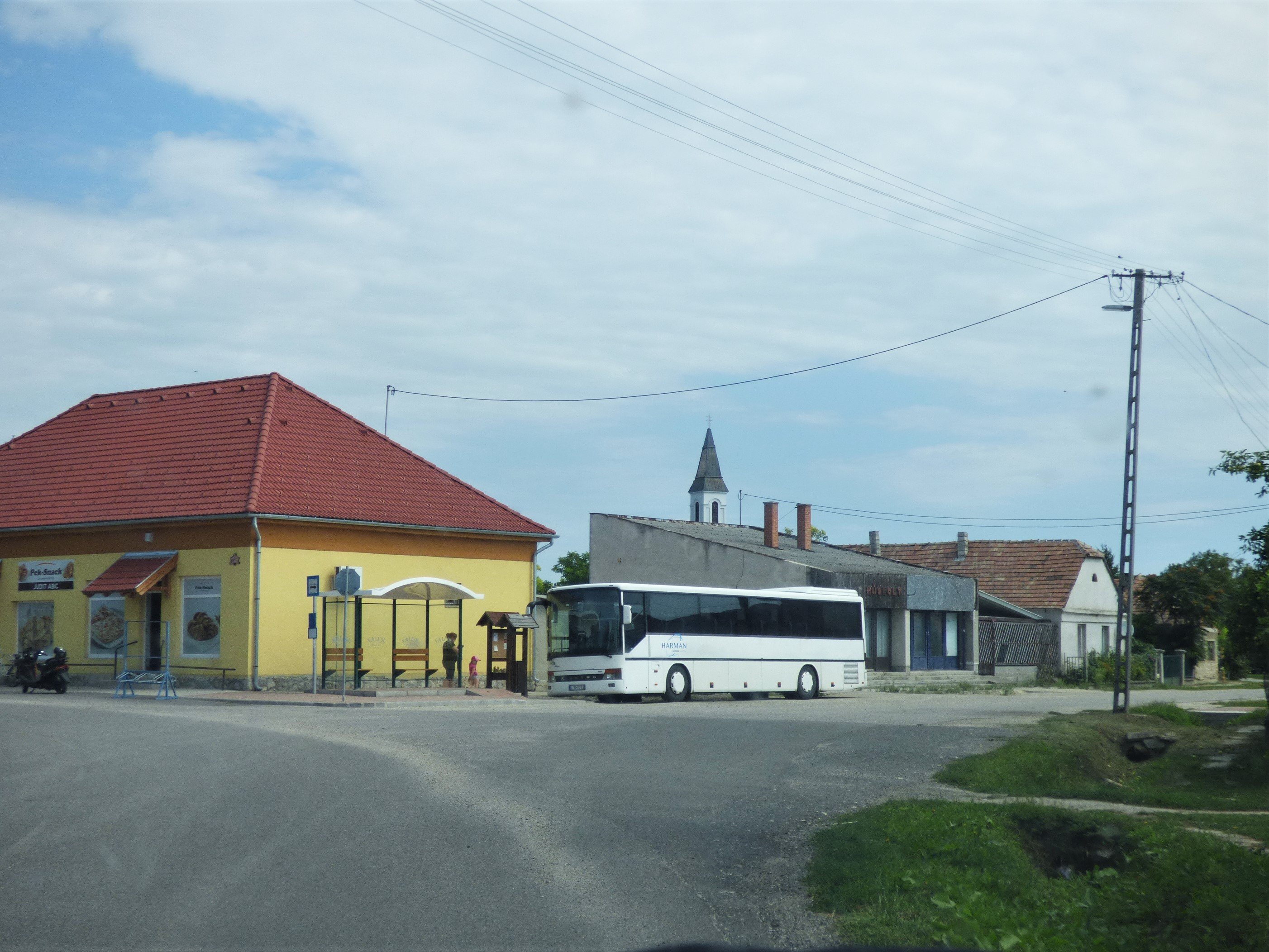
A 72 108-as út Ősi buszmegállójánál
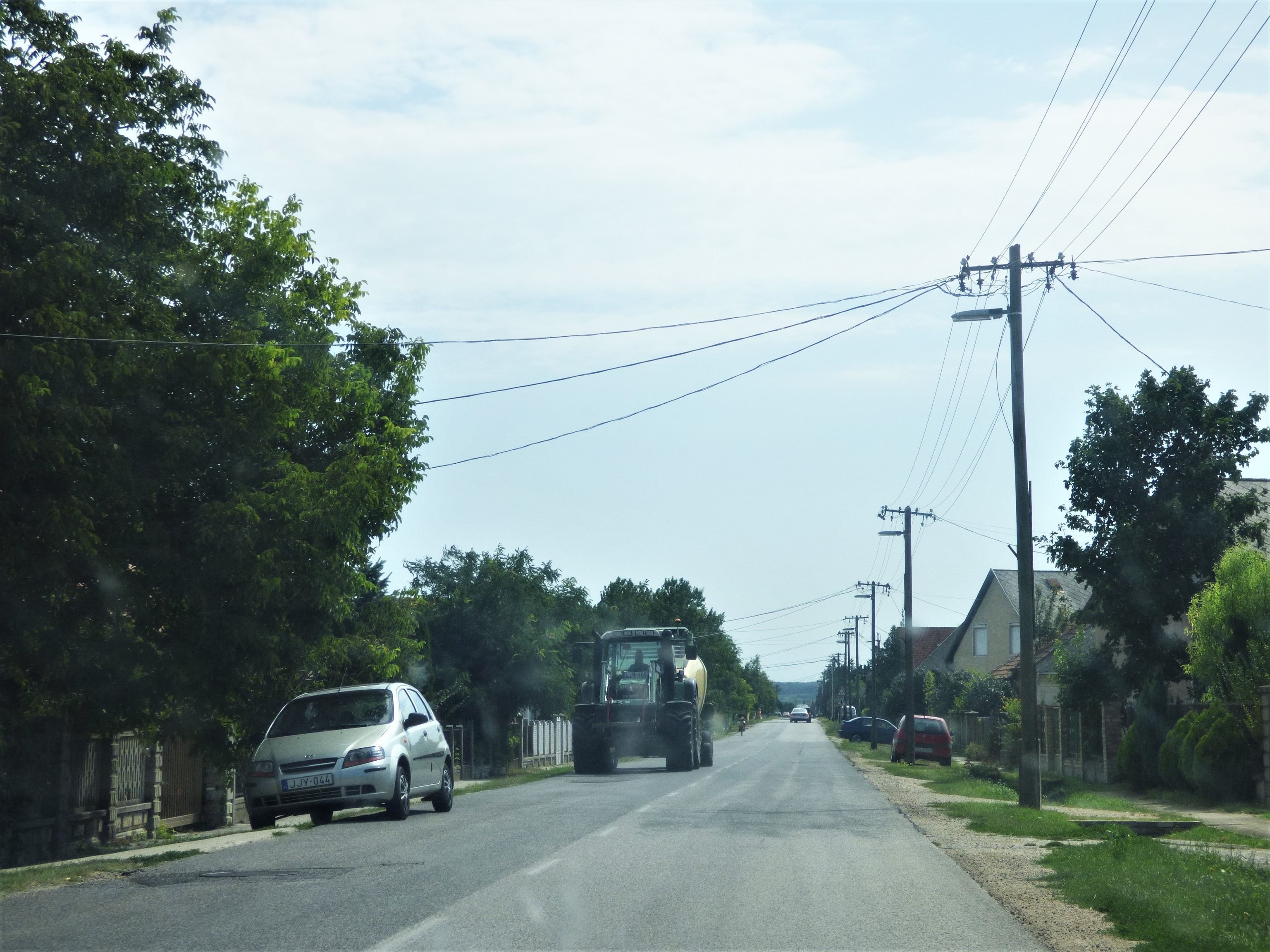
A 7202-es út Ősinél kelet felé
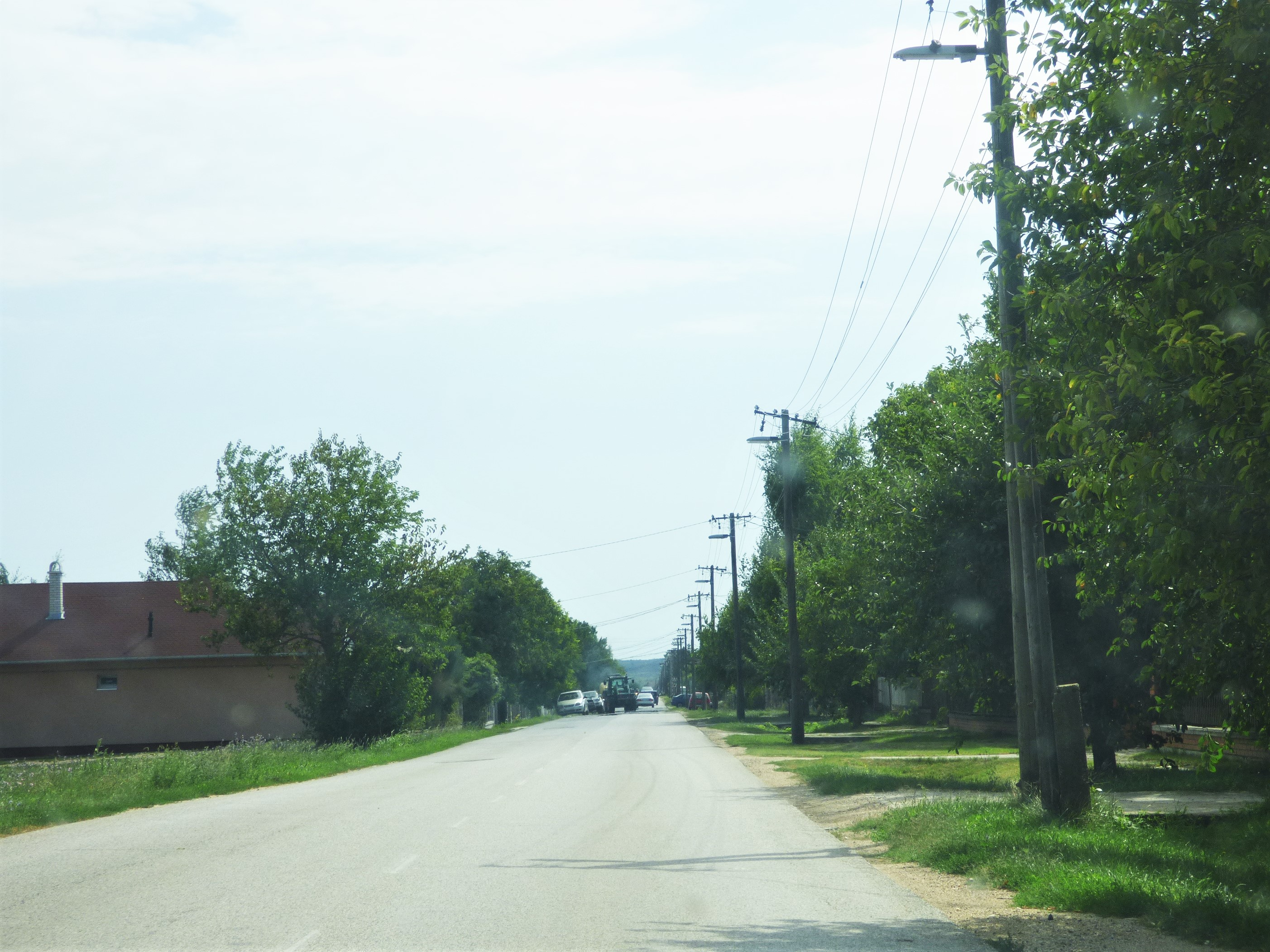
Ősi nyugati bejárata a 7202-es úton
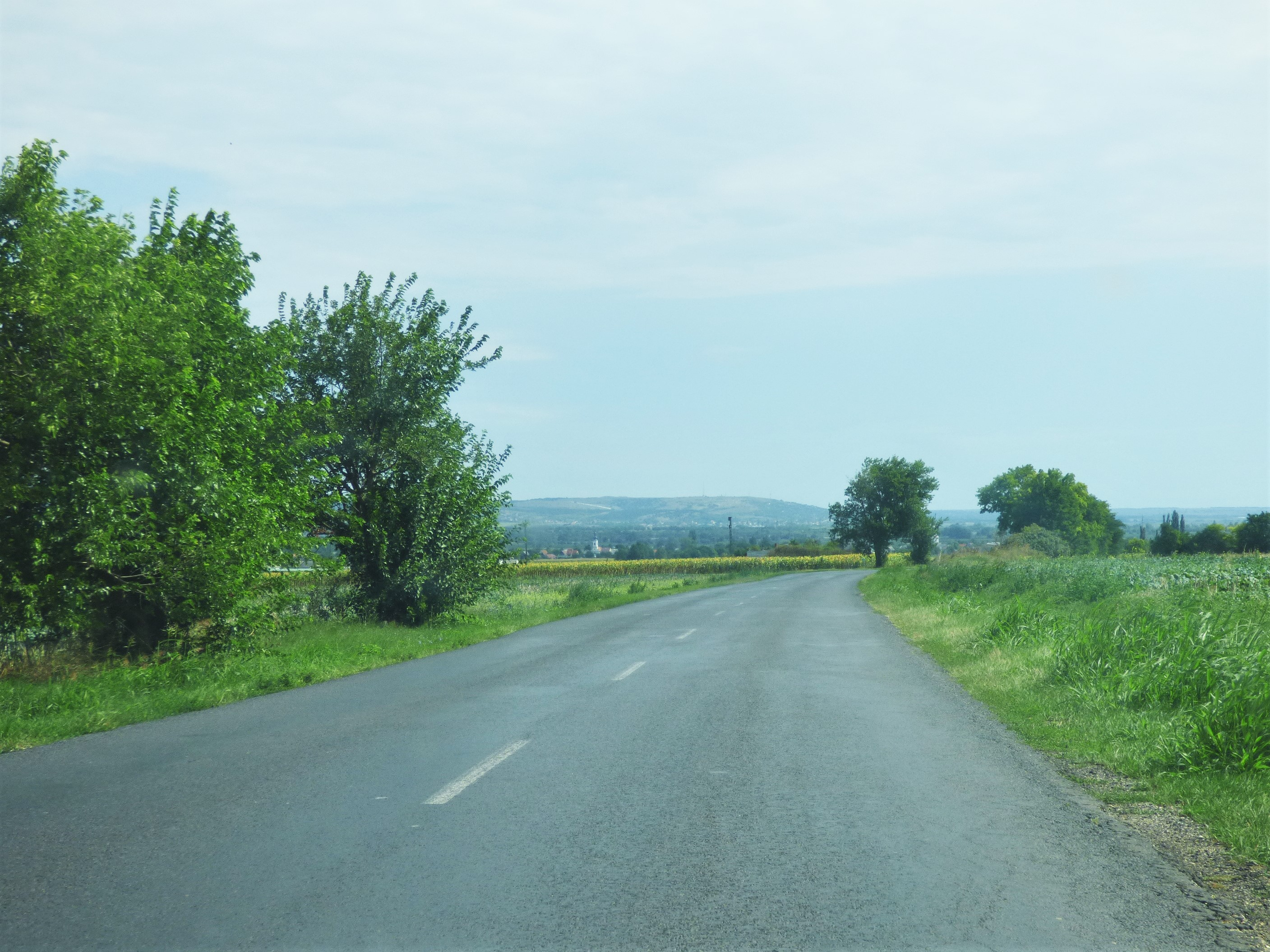
A 7202-es út Ősi előtt nyugat felől

## Külső hivatkozások
- Áder János Magyar Arany Érdemkereszttel tüntette ki Kotzó Lászlót, Ősi polgármesterét. veol.hu, 2018. [2018. március 25-i dátummal az eredetiből archiválva]. (Hozzáférés: 2018. március 25.)